# Київський академічний муніципальний духовий оркестр
Київський академічний муніципальний духовий оркестр — духовий оркестр заснований у 1992 з ініціативи В. Охріменка (художній керівник і головний диригент до 2006). У 2006 році оркестр отримав звання «академічний». Оркестр поєднує українську народну музику з такими популярними жанрами як фанк, джаз, рок та інші.

## Історія
У різний час з оркестром співпрацювали Д. Гнатюк, А. Солов'яненко, Г. Ципола, Р. Кириченко, В. Оберенко, В. Степова, І. Захарко, О. Василенко, Ф. Мустафаєв, О. Камінська, Ю. Чубарев, А. Паламаренко та ін.
У репертуарі — твори класичної, народної та сучасної музики, українських та західно-європейських композиторів, зокрема перекладення і транскрипції увертюр до опер Дж. Верді, опери «Тарас Бульба» М. Лисенка, увертюри «Святкові фанфари» Є. Станковича, увертюри-фантазії «Ромео і Джульєтта» П. Чайковського, а також марші, танці, оркестрові п'єси тощо. Оркестр мав гастролі у Нідерландах, Німеччині.
З 2006 року генеральний директор — В. Коробко, художній керівник — Ю. Мельник.
З 2021 року — генеральний директор, заслужений артист України Геннадій Андрющенко.
З 2021 року — головний диригент, заслужений працівник культури — Микола Лисенко молодший (онук українського композитора, піаніста, викладача, збирача пісенного фольклору та громадського діяча Миколи Лисенка).

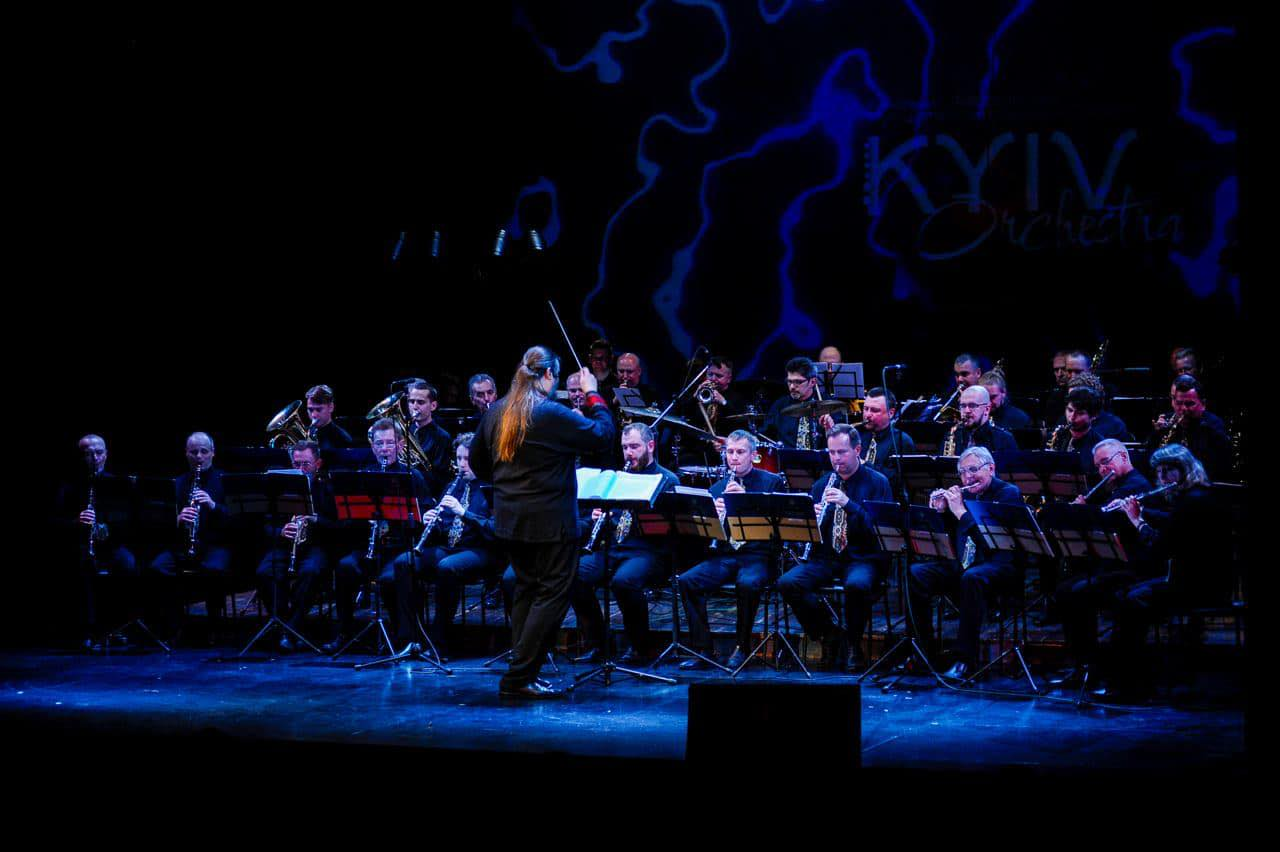
Київський академічний муніципальний духовий оркестр

З 2023 році оркестр концертує під назвою «Kyiv Orchestra— Київський академічний муніципальний духовий оркестр». Відбуваються виступи на етно-фестивалі «Країна Мрій» Олега Скрипки, концерт «Шампанські очі» до 55-річчя Кузьми Скрябіна. Проводиться концерт на відкритті урбаністичного фестивалю «Майстерня міста Києва 2023», який реалізований при підтримці проєкту «Інтегрований розвиток міст в Україні II», що виконується німецькою урядовою компанією Deutsche Gesellschaft für Internationale Zusammenarbeit (GIZ) Gmb" за фінансової підтримки урядів Німеччини та Швейцарії.

Має концерти в «Молодому театрі» з новою програмою «Музична ватра — український біт».

Виступи на етно-фестивалі «Країна Мрій»
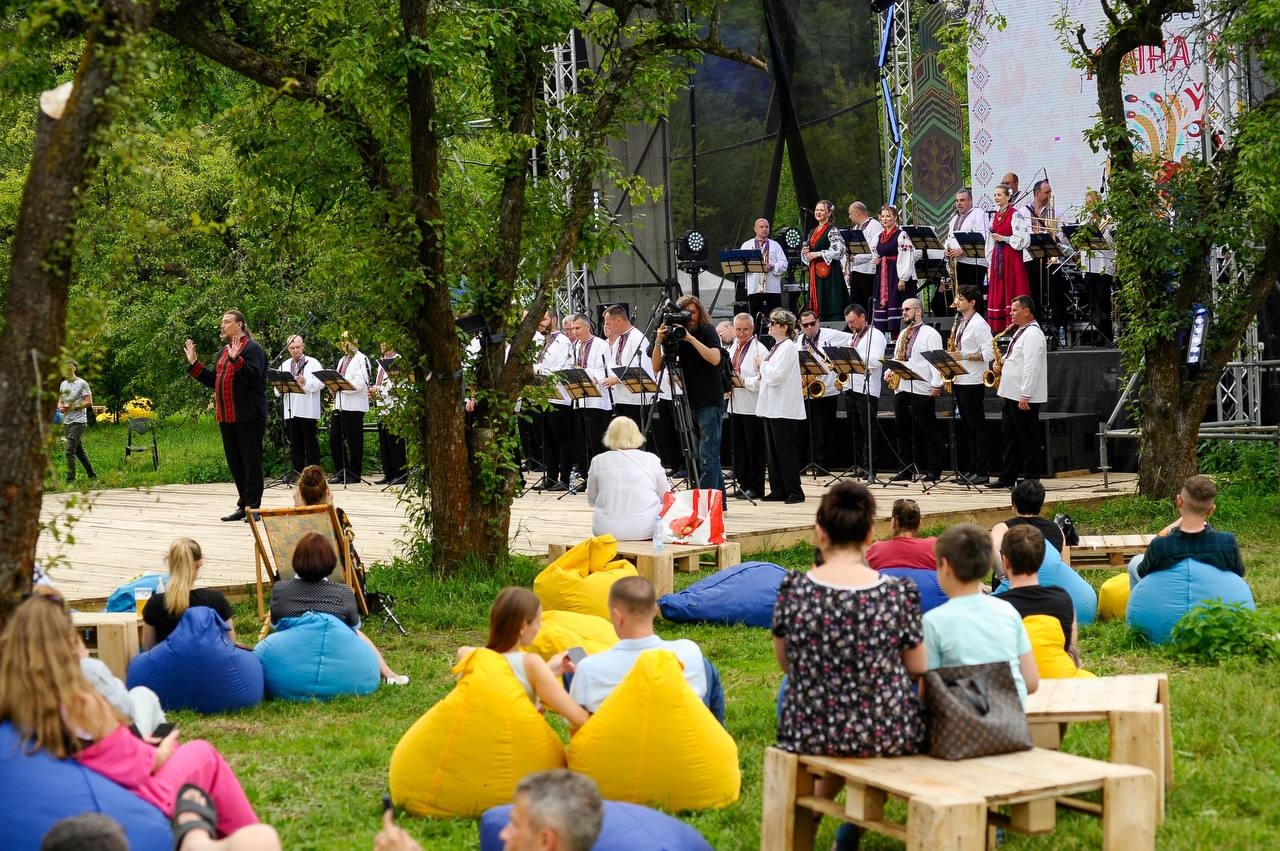
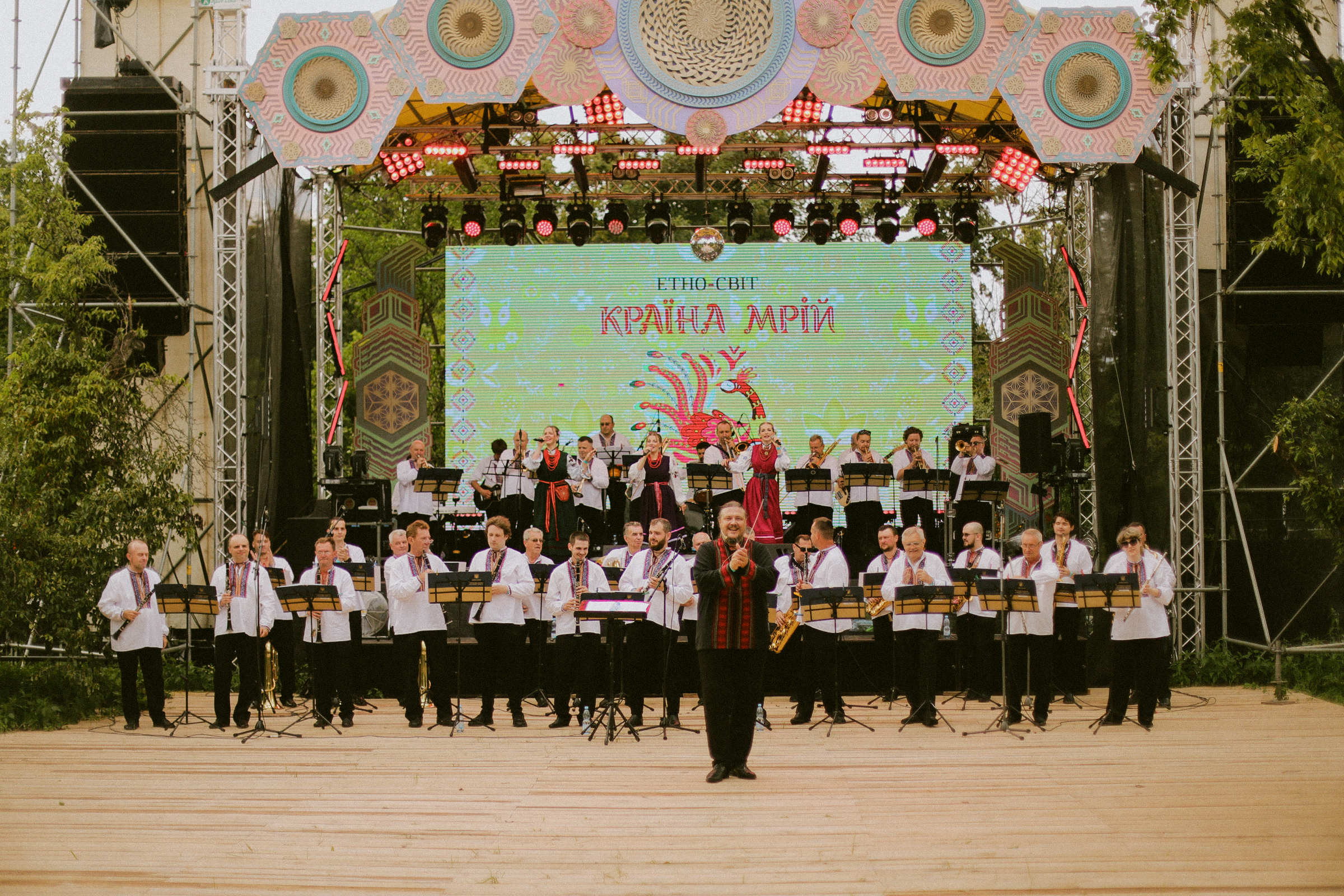
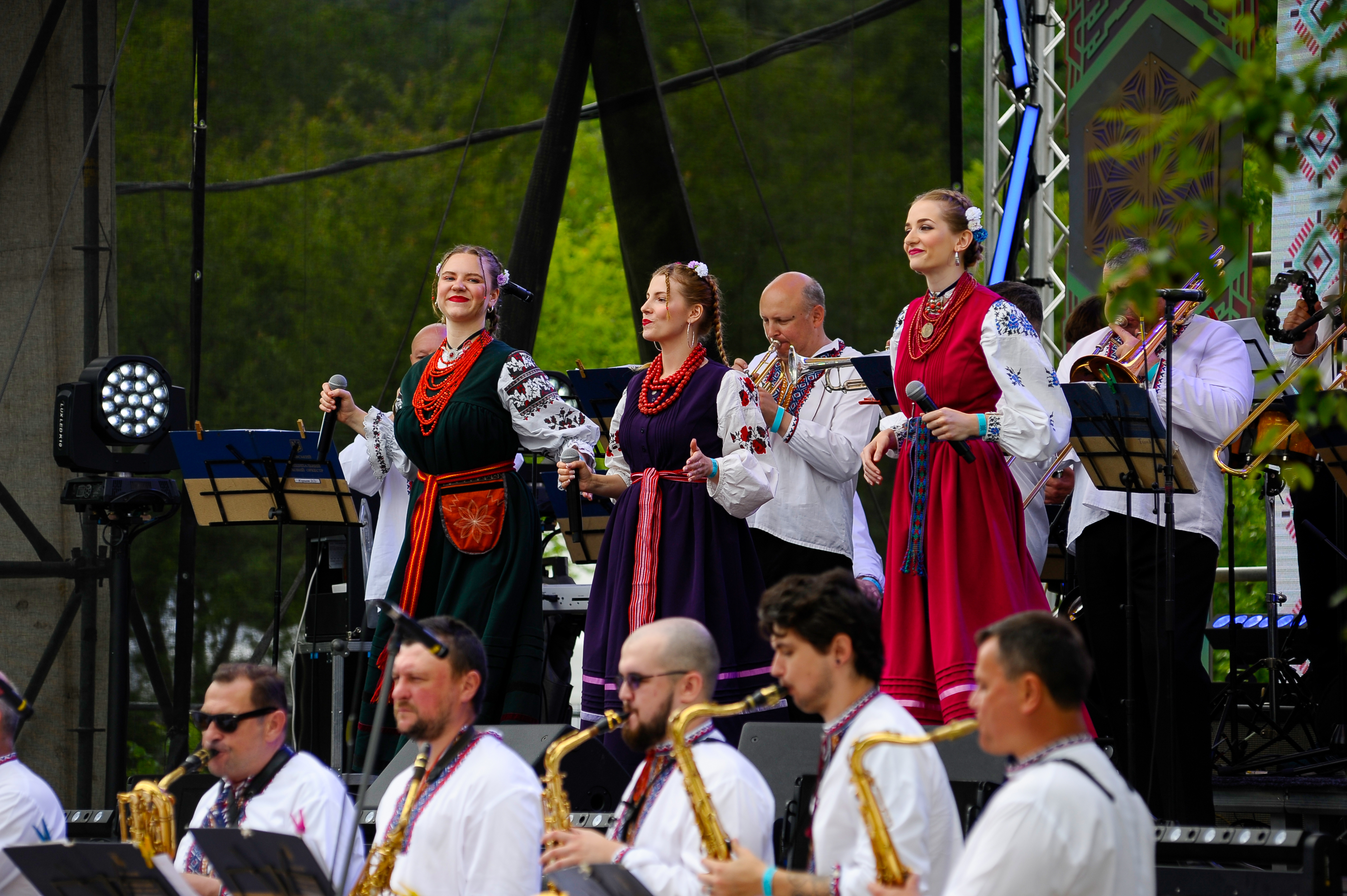
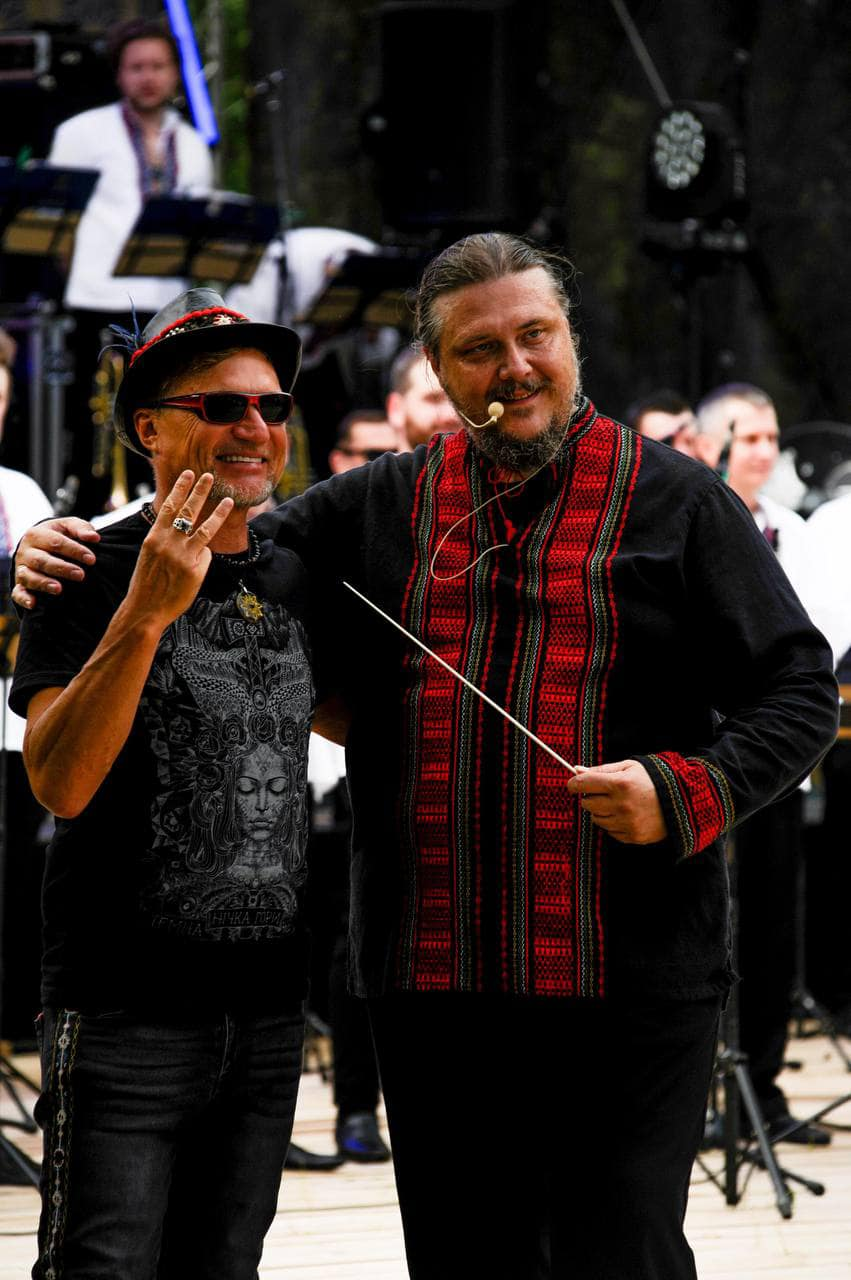
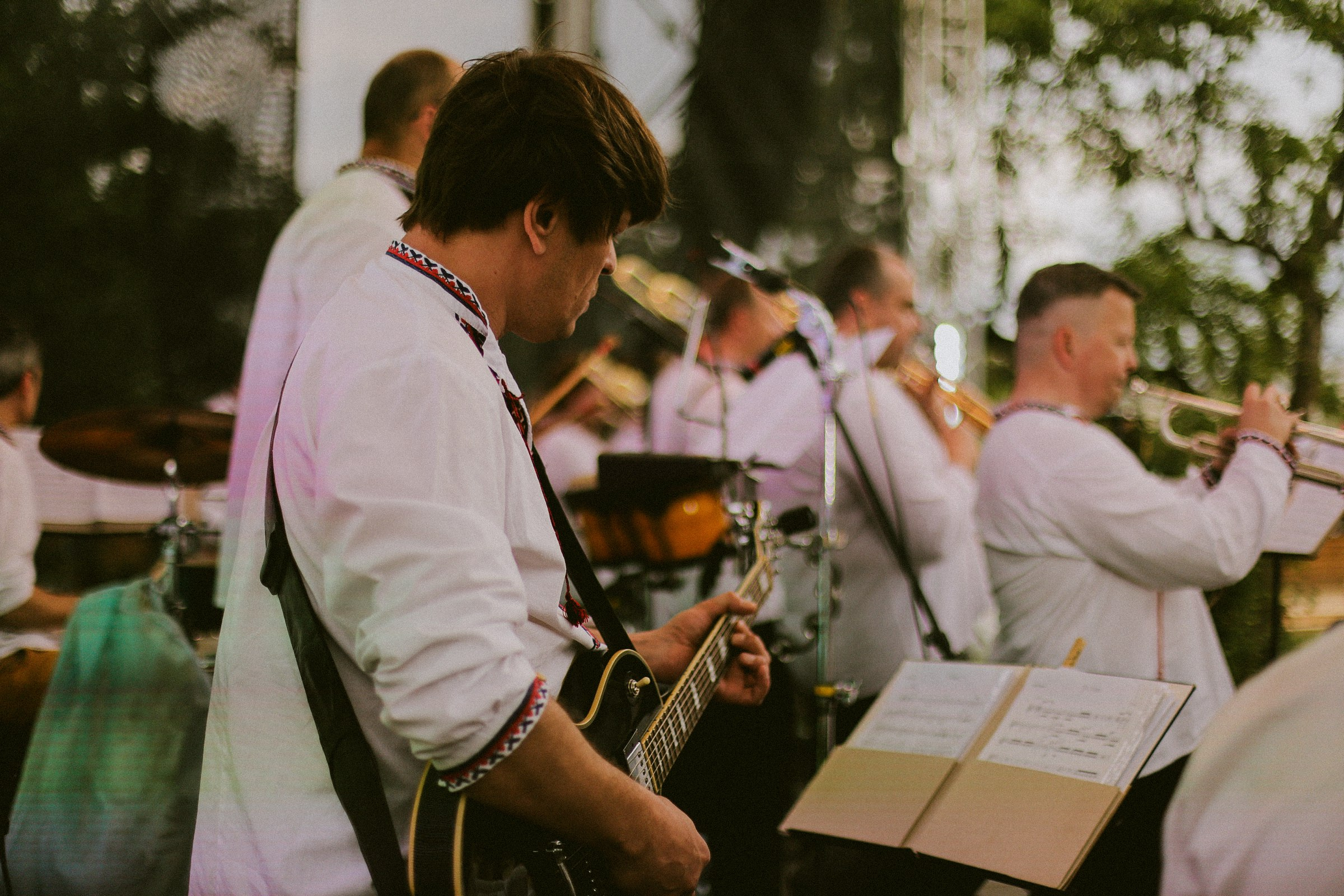